# BBC Prime
BBC TV Europe, BBC World Service och BBC Prime var en underhållningskanal från det brittiska public service-tv- och radiobolaget BBC. Under november 2008 lades den och BBC Food ner på den nordiska marknaden och ersattes av BBC Entertainment och BBC Lifestyle. BBC Prime visade mestadels klassiska serier som producerats av BBC. Nyproducerade program förekom mer sällan och då hade det aktuella programmet ofta hunnit bli cirka två år gammalt. Många program var textade på engelska, och ett flertal även på svenska.
BBC Prime riktade sig till tittare i länder utanför Storbritannien och ingick i BBC:s internationella kommersiella del BBC Worldwide som saknar public service-skyldigheter. BBC:s internationella verksamheter har som mål att tjäna pengar för att finansiera de inhemska public service-kanalerna från samma bolag. Verksamheten är helt och hållet kommersiell och inga bidrag kommer från den brittiska tv-licensen till de internationella kommersiella kanalerna. Andra kanaler i denna kategori är BBC Lifestyle, BBC World News, BBC Knowledge, BBC HD och UKTV. Den sistnämnda sänder ett antal reklamkanaler inom Storbritannien på Sky-plattformen.

## Historia
Föregångaren till BBC Prime hette BBC TV Europe och sände från 1987 till 1991 till tittare över hela Europa via satellit och kabel. Kanalen samsände en blandning av program från BBC One och BBC Two och varvade dessa med reklamavbrott. Samma program som visades i Storbritannien sändes alltså till tittarna i Europa. BBC TV Europe fungerade på samma sätt som vårt svenska SVT Europa idag samsänder program från SVT1 och SVT2. 
BBC TV Europe ersattes dock 1991 av kanalen BBC World Service Television. Programpolicyn förändrades helt eftersom brittiska politiker beslutat att licenspengar enbart skulle få gå till BBC:s inhemska verksamhet. Samsändningarna med BBC One och BBC Two upphörde och ersattes av repriser av gamla serier. 1995 lades kanalen ner och ersattes med nyhetskanalen BBC World och underhållningskanalen BBC Prime. BBC Prime blev en best of-kanal som visade godbitar från BBC:s arkiv.

## Mottagning
Kanalen är en kodad betalkanal och sänds på satelliten Hotbird 6, och det är denna satellit man få ta in om man betalar direkt till BBC Prime. Att abonnera på enbart BBC Prime går i Sverige om man har digital-TV från kabel-TV-operatören Com Hem. Via parabol är man tvungen att abonnera på ett paket från Canal Digital för att få tillgång till kanalen. I detta fall sänds kanalen på satelliten Thor.
BBC:s inhemska public service-kanaler, BBC One, BBC Two etc, är officiellt inte tillgängliga i Sverige. Trots detta är det på flera platser i Sverige möjligt att ta emot de digitala sändningarna från satelliten Astra 2D om man har en tillräckligt stor parabolantenn. Programkort eller abonnemang krävs inte då sändningarna är okodade. I till exempel Stockholmsområdet räcker det med en 120 cm stor parabol för att kunna ta emot sändningarna.